# Akaniaceae
Akaniaceae là một họ thực vật hạt kín thuộc bộ Brassicales. Nó bao gồm 2 chi mỗi chi chỉ có một loài là Akania và Bretschneidera. Các loài tương ứng là Akania bidwillii ở miền đông Úc và Bretschneidera sinensis ở miền đông và đông nam Trung Quốc, Đài Loan, Thái Lan và Việt Nam, chúng đều là các loại cây gỗ. Tại Việt Nam, loài này có tên gọi là chuông đài, chuông ngạc mộc, chung ngạc mộc, bá lạc thụ hay rét nây Trung Quốc.
Loài Bretschneidera sinensis từng có thời được tách ra như là họ đơn loài với danh pháp Bretschneideraceae (như trong hệ thống APG II năm 2003 thì họ này là tùy chọn tách ra).

## Hình ảnh

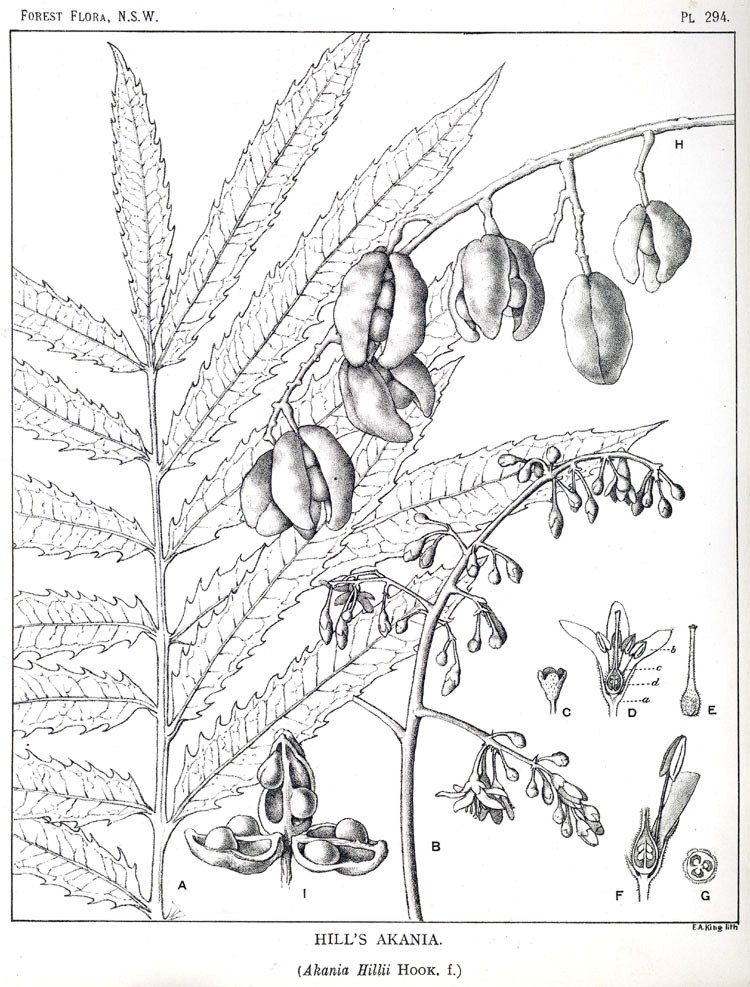